# Angela Webber
Angela Webber (2 de diciembre de 1957- 10 de marzo de 2007) fue una escritora de televisión y comediante australiana.
Fue educada en el Presbyterian Ladies College, en Croydon (Sídney), en donde fue elegida capitana de la escuela y fue ganadora del prestigioso Medallón de Oro PLC en 1972. Después de finalizar el colegio, Webber entró a la Universidad de Sídney, donde estudió arquitectura y descubrió su pasión por escribir comedia. 
Se dio a conocer a nivel nacional a principios de los años ochenta en la cadena radial para jóvenes de la ABC: Triple J, como un miembro del grupo de comedia The J-Team (El Equipo J).
Webber es probablemente más conocida en Australia por su cómico alter ego, Lillian Pascoe, quien tenía un gusto por la música heavy metal y la mayoría del tiempo decía su eslogan "Rage `til ya puke!". Webber apareció varias veces como invitada en radio y televisión bajo el nombre de Lillian y también lanzó al mercado un sencillo que parodiaba al clásico de hip-hop The Message.
En los años ochenta y noventa Webber escribió y apareció en varias comedias de televisión, pero su más conocido éxito fue en la serie de televisión para niños del 2006 Mortified (¿Por qué a mí?), la cual ganó un premio AFI.
Webber fue diagnosticada de cáncer de mama cuando tenía 29 años y combatió esta enfermedad durante varios años. Murió en Sídney por afecciones relacionadas con el cáncer el 10 de marzo de 2007.
- Datos: Q527743